# Day and Then the Shade
Day and Then the Shade è un singolo del gruppo musicale svedese Katatonia, pubblicato il 25 gennaio 2010 come unico estratto dall'ottavo album in studio Night Is the New Day.

## Video musicale
Il video, diretto da Lasse Hoile, è stato presentato l'11 novembre 2009 attraverso il canale YouTube della Peaceville Records.

## Tracce
1. Day and Then the Shade – 4:26
2. Day and Then the Shade (Frank Default Remix) – 5:35

## Formazione
Gruppo
- Jonas Renkse – voce, arrangiamento
- Anders Nyström – chitarra, arrangiamento
- Fredrik Norrman – chitarra, arrangiamento
- Mattias Norrman – basso, arrangiamento
- Daniel Liljekvist – batteria, arrangiamento

Altri musicisti
- Frank Default – sintetizzatore, programmazione, Fender Rhodes, percussioni

Produzione
- Anders Nyström – produzione
- Jonas Renkse – produzione
- David Castillo – coproduzione, missaggio, ingegneria del suono
- Jens Bogren – mastering